# Beurkundungsgesetz
Das Beurkundungsgesetz (BeurkG) ist ein deutsches Gesetz, das die öffentlichen Beurkundungen und die Verwahrungen durch den bestellten Notar regelt. 
Grundsätzlich umfasst das Beurkundungsgesetz die ordentliche Errichtung einer Urkunde. Der Notar ist gehalten, die Urkunde in deutscher Sprache zu errichten. Er hat sich zu vergewissern, dass die Beteiligten erschienen sind und ihre Identität ausgewiesen haben. Die Niederschrift der Urkunde ist in Gegenwart der Beteiligten zu verlesen und dann von diesen zu genehmigen und eigenhändig zu unterschreiben. Sind in der Urkunde Karten, Abbildungen und/oder Zeichnungen vorhanden, so müssen diese den Beteiligten vorgelegt werden (§ 13 Abs. 1). Kann der Notar aus physischen Problemen die Vorlesung bei großen Urkunden nicht fortsetzen, darf eine Sekretärin oder eine ähnliche Hilfskraft das Vorlesen fortsetzen. Bei der Lesezeit ist zu berücksichtigen, dass maximal 30 Seiten der Urkunde pro Stunde verlesen werden können.
Hinsichtlich des Sachverhalts muss der Notar den Willen der Beteiligten erforschen. Der Notar soll sich daher z. B. Grundbucheinsicht verschaffen, wenn Grundstücksgeschäfte getätigt werden. Er hat zu überprüfen, ob das Geschäft der Rechtsordnung („dem Gesetz“) entspricht oder Mängel in den von den Beteiligten abgegebenen Willenserklärungen enthalten sind. 
In engen Grenzen darf der Notar auch eine Verwahrung tätigen. Zu diesem Zweck führt er ein so genanntes Notaranderkonto. Die Erträge aus dem Notaranderkonto fließen dem Hinterleger zu. Der Notar darf nicht über das Geld zu seinen eigenen Gunsten verfügen.
Zudem regelt das Gesetz die Beglaubigungen durch den Notar und benennt spezielle Unwirksamkeitsgründe (§ 6, § 7 BeurkG). Das Gesetz gilt auch für Beurkundungen anderer Urkundspersonen, z. B. der Urkundsperson des Jugendamtes (§ 59 SGB-VIII) oder der Betreuungsbehörde (§ 6 BtBG).
Die Vergütung eines Notars richtet sich nach § 17 BNotO und nach dem GNotKG.